# Decachela discata
Decachela discata är en havsspindelart som beskrevs av Hilton, W.A. 1939. Decachela discata ingår i släktet Decachela och familjen Callipallenidae. Inga underarter finns listade i Catalogue of Life.